# Don Chaney
Donald Ray Chaney, detto Don (Baton Rouge, 22 marzo 1946), è un ex cestista e allenatore di pallacanestro statunitense, professionista nella NBA e nella ABA.

## Carriera
Venne selezionato dai Boston Celtics al primo giro del Draft NBA 1968 (12ª scelta assoluta).

## Statistiche
| † | Denota una stagione in cui ha vinto il titolo ABA |
| † | Denota una stagione in cui ha vinto il titolo NBA |
| * | Primo nella lega                                  |
| * | Record                                            |

### NBA e ABA

#### Regular Season
| Anno       | Squadra                    | PG  | PT | MP   | TC%  | 3P%  | TL%  | RP  | AP  | PRP | SP  | PP   |
| ---------- | -------------------------- | --- | -- | ---- | ---- | ---- | ---- | --- | --- | --- | --- | ---- |
| 1968-1969† | Boston Celtics             | 20  | -  | 10,5 | 31,9 | -    | 40,0 | 2,3 | 1,0 | -   | -   | 4,0  |
| 1969-1970  | Boston Celtics             | 63  | -  | 13,3 | 35,9 | -    | 75,2 | 2,4 | 1,1 | -   | -   | 5,0  |
| 1970-1971  | Boston Celtics             | 81  | -  | 28,3 | 45,4 | -    | 74,8 | 5,7 | 2,9 | -   | -   | 11,5 |
| 1971-1972  | Boston Celtics             | 79  | -  | 28,8 | 47,5 | -    | 77,3 | 5,0 | 2,6 | -   | -   | 11,9 |
| 1972-1973  | Boston Celtics             | 79  | -  | 31,5 | 48,2 | -    | 78,7 | 5,7 | 2,8 | -   | -   | 13,1 |
| 1973-1974† | Boston Celtics             | 81  | -  | 27,9 | 46,4 | -    | 82,8 | 4,7 | 2,2 | 1,0 | 0,8 | 10,4 |
| 1974-1975  | Boston Celtics (NBA)       | 82  | -  | 26,9 | 42,8 | -    | 80,6 | 4,5 | 2,2 | 1,5 | 0,8 | 9,5  |
| 1975-1976  | Spirits of St. Louis (ABA) | 48  | -  | 30,7 | 41,8 | 25,0 | 78,0 | 4,9 | 3,5 | 1,4 | 0,8 | 9,3  |
| 1976-1977  | L.A. Lakers (NBA)          | 81  | -  | 29,7 | 40,8 | -    | 74,5 | 4,1 | 3,8 | 1,7 | 0,4 | 6,1  |
| 1977-1978  | L.A. Lakers                | 9   | -  | 14,8 | 36,1 | -    | 83,3 | 1,2 | 1,9 | 0,9 | 0,3 | 3,4  |
| 1977-1978  | Boston Celtics             | 42  | -  | 16,7 | 39,1 | -    | 84,6 | 2,5 | 1,2 | 0,9 | 0,2 | 5,1  |
| 1978-1979  | Boston Celtics             | 65  | -  | 16,5 | 42,0 | -    | 85,7 | 2,2 | 1,2 | 1,1 | 0,2 | 5,9  |
| 1979-1980  | Boston Celtics             | 60  | 0  | 8,7  | 35,4 | 16,7 | 76,2 | 1,2 | 0,6 | 0,5 | 0,2 | 2,8  |
| Carriera   | Carriera                   | 790 | 0  | 23,9 | 43,6 | -    | 77,6 | 4,0 | 2,2 | 1,2 | 0,5 | 8,4  |

#### Playoffs
| Anno     | Squadra        | PG  | PT | MP   | TC%  | 3P% | TL%  | RP  | AP  | PRP | SP  | PP   |
| -------- | -------------- | --- | -- | ---- | ---- | --- | ---- | --- | --- | --- | --- | ---- |
| 1969†    | Boston Celtics | 7   | -  | 3,6  | 16,7 | -   | 75,0 | 0,6 | 0,0 | -   | -   | 0,7  |
| 1972     | Boston Celtics | 11  | -  | 24,6 | 50,6 | -   | 75,0 | 3,5 | 2,0 | -   | -   | 8,8  |
| 1973     | Boston Celtics | 12  | -  | 24,0 | 47,6 | -   | 70,6 | 3,3 | 2,1 | -   | -   | 7,5  |
| 1974†    | Boston Celtics | 18* | -  | 30,3 | 46,1 | -   | 82,0 | 4,3 | 2,2 | 1,3 | 0,5 | 9,5  |
| 1975     | Boston Celtics | 11  | -  | 26,7 | 45,7 | -   | 79,3 | 3,5 | 1,9 | 1,9 | 0,5 | 10,8 |
| 1977     | Boston Celtics | 11  | -  | 37,5 | 37,5 | -   | 72,7 | 4,7 | 4,4 | 1,9 | 0,3 | 8,0  |
| Carriera | Carriera       | 70  | -  | 26,2 | 45,0 | -   | 77,5 | 3,6 | 2,2 | 1,7 | 0,4 | 8,1  |

## Palmarès

### Giocatore
- Campionato NBA: 2

Boston Celtics: 1969, 1974
- 5 volte NBA All-Defensive Second Team (1972, 1973, 1974, 1975, 1977)

### Allenatore
- NBA Coach of the Year (1991)